# Selysiothemis nigra
Selysiothemis nigra – gatunek ważki z rodziny ważkowatych (Libellulidae); jedyny przedstawiciel rodzaju Selysiothemis. Występuje głównie w rejonie Morza Śródziemnego i Czarnego oraz na Bliskim Wschodzie i w Azji Środkowej; zasięg występowania rozciąga się od Portugalii, Hiszpanii i Maroka na wschód po Kazachstan, północno-zachodnie Chiny (Sinciang), Kirgistan, Tadżykistan, Pakistan oraz północno-zachodnie i północne Indie.